# 指定代理金融機関
指定代理金融機関（していだいりきんゆうきかん）とは、地方公共団体の長が指定金融機関の取り扱う収納及び支出の事務の一部を取り扱わせるために指定した金融機関である（地方自治法施行令第168条第1項第3項、第7項）。なお指定するときは、指定金融機関の意見を聴かなければならない（地方自治法施行令第168条第1項第8項）

## 指定金融機関との違い
指定金融機関が1つだけで議会の議決が必要であるのに対し、指定代理金融機関は複数設けることができ、議会の議決は必要としない。
なお、指定金融機関を複数行による輪番制を採用している自治体の場合、輪番に当たっていない時期における該当金融機関は、指定代理金融機関として取り扱われる(町田市の場合は、輪番にあたっていない銀行は、「公金収納取扱店」とされ、収納代理金融機関の扱いとされる)。

## 公金の取り扱い
指定代理金融機関の公金の取り扱いについては、地方自治法施行令第168条の3第1項から第3項に規定されている。
- 指定金融機関、指定代理金融機関、収納代理金融機関及び収納事務取扱金融機関は、納税通知書、納入通知書その他の納入に関する書類（当該書類に記載すべき事項を記録した電磁的記録を含む。）に基づかなければ、公金の収納をすることができない。
- 指定金融機関及び指定代理金融機関は、出納長若しくは収入役の振り出した小切手又は出納長若しくは収入役の通知に基づかなければ、公金の支払をすることができない。
- 指定金融機関、指定代理金融機関及び収納代理金融機関は、公金を収納したとき、又は公金の払込みを受けたときは、これを当該普通地方公共団体の預金口座に受け入れなければならない。この場合において、指定代理金融機関及び収納代理金融機関にあつては、出納長又は収入役の定めるところにより、当該受け入れた公金を指定金融機関の当該普通地方公共団体の預金口座に振り替えなければならない。

## 検査
会計管理者は、指定代理金融機関について、定期及び臨時に公金の収納又は支払の事務及び公金の預金の状況を検査しなければならないとされ、その結果に基づき、指定代理金融機関に対して必要な措置を講ずべきことを求めることができる。（地方自治法施行令第168条の4第1項、第2項）